# Jean-Baptiste Philibert Vaillant
Pour les articles homonymes, voir Jean-Baptiste Vaillant (homonymie) et Vaillant.
Ne doit pas être confondu avec Jean-Baptiste Vaillant.
Jean-Baptiste Philibert Vaillant , né le 6 décembre 1790 à Dijon et mort le 4 juin 1872 à Paris, est un homme politique et militaire français, maréchal de France en 1851, puis sénateur en 1852, ministre de la Guerre de 1854 à 1859, ministre de la maison de l'Empereur de 1860 à 1870, et ministre des Beaux-Arts de 1863 à 1870.

## Biographie

### Premier Empire

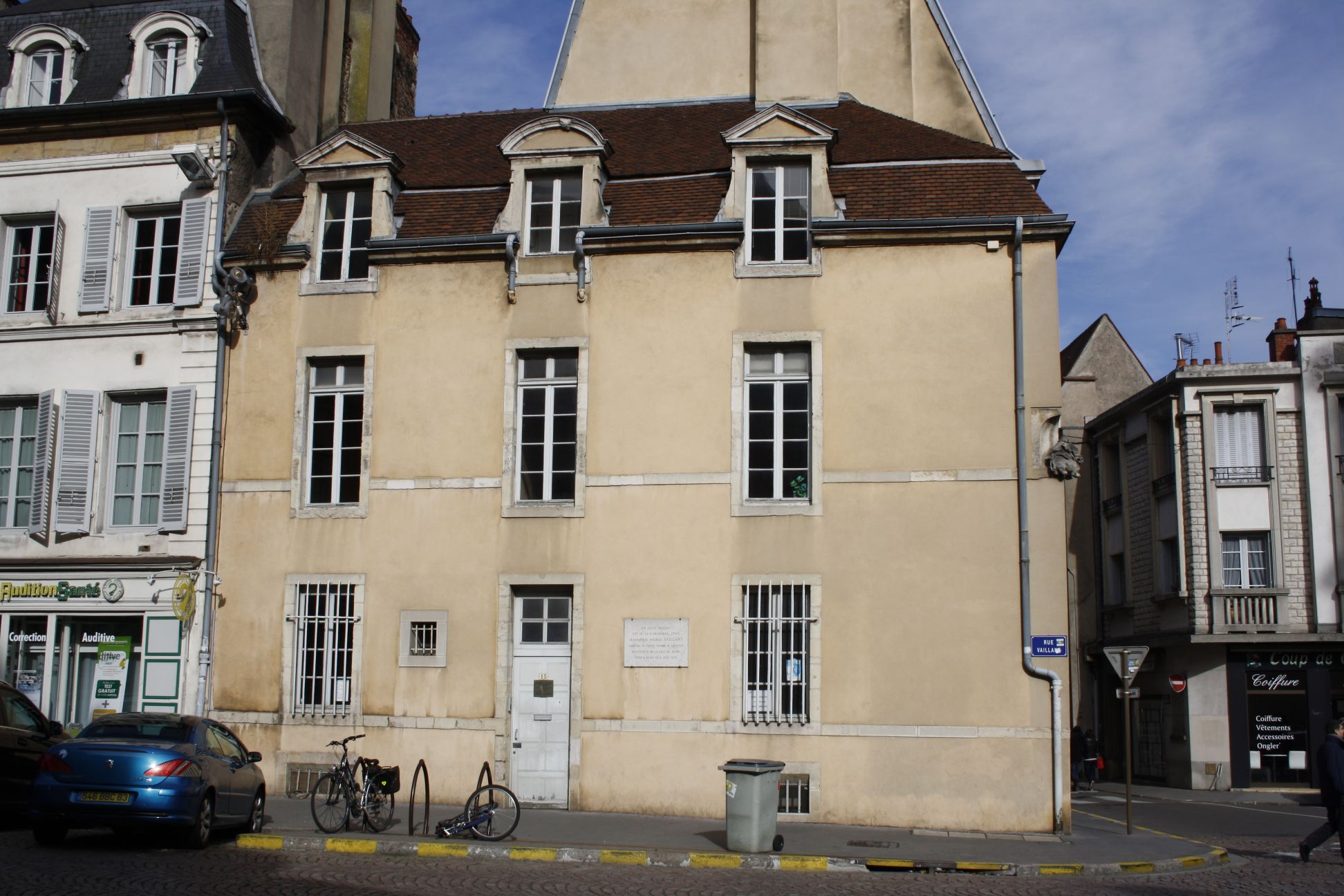
Maison natale à Dijon

Élève de l'École polytechnique en 1807, puis de l'école du génie de Metz, dont il sort en 1809, il fait ses premières armes à Dantzig en 1811.
Aide de camp du général Haxo, dont il épousa la veuve en 1843, Jean-Baptiste Vaillant le suit avec la Grande Armée. En 1812, il rencontre Napoléon à Marienwerder. Le 30 août 1813, il est fait prisonnier à Kulm (aujourd'hui Chelmno en Pologne) avec Haxo et Vandamme. Libéré à la paix, il rejoint Napoléon pendant les Cent-Jours, combat à Ligny, puis à Waterloo, avant de participer à la défense de Paris, au cours de laquelle il est blessé.

### Restauration
Chef de bataillon en 1826, Jean-Baptiste Vaillant prend part au 1830 à l'expédition d'Alger qui lui vaut une nouvelle blessure.

### Monarchie de Juillet
Après la campagne de Belgique, à laquelle il participe avec le grade de lieutenant-colonel, il est de nouveau en Algérie en 1837, chargé de la direction des fortifications à Alger le 24 mars 1838 en remplacement du colonel Thiébault. Maréchal de camp en 1838, il est commandant de l’École polytechnique en 1839 et 1840, il est nommé ensuite à la direction des fortifications de Paris et accomplit un travail considérable.
Lieutenant-général en 1845, il sera aussi nommé inspecteur général jusqu'en 1848.

### Deuxième République
Le général Vaillant reçoit, au mois de mai 1849, lors de l'expédition de Rome, le commandement des troupes du génie. L'habileté avec laquelle il dirige le siège de la ville éternelle lui vaut d'être fait grand-croix de la Légion d'honneur en juillet 1849 puis maréchal de France en décembre 1851.

### Second Empire
Sénateur en janvier 1852, puis grand maréchal du palais, fonction qu'il occupe pendant la totalité du Second Empire jusqu'en 1870, Vaillant entre également à l'Académie des sciences en 1853. 
Il est ministre de la guerre de mars 1854 à mai 1859. Pendant cinq ans jusqu'à son remplacement, il travaille à la réorganisation de l'armée et des récoltes militaires.
Membre du Conseil privé, il est major général de l'armée d'Italie en 1859 contre les Autrichiens.
Il participe à la bataille de Solférino le 24 juin 1859. Il signe, le 8 juillet de cette même année, la suspension d'armes qui précède l'armistice de Villafranca. Il prend ensuite la tête de l’armée  d'Italie qu'il commande jusqu’en mai 1860.
En 1860, le maréchal Vaillant est nommé ministre de la Maison de l'Empereur, charge qu'il occupe jusqu'à la chute du Second Empire.
Entre 1856 et 1860, il assure par trois fois l'intérim de l'Instruction publique et des Cultes : du 1er juillet au 13 août 1856, du 15 août 1857 au 28 août 1860 et du 30 septembre au 10 octobre 1860.
De 1863 à 1870, il est aussi ministre des Beaux-Arts, membre du Conseil privé. De plus, de 1858 à 1870, il préside le conseil général de la Côte-d'Or, son département natal. Le 15 août 1865, il inaugure la statue de Napoléon à Rouen.
Il démissionne du Ministère des Beaux-Arts à l'avènement du Ministère Émile Ollivier. Néanmoins, il conserva, après le 4 septembre 1870, ses fonctions de président du comité de défense pourtant délivrées par l'empereur déchu. Cependant, lors d'une tournée aux fortifications, ayant été pris un instant pour un espion prussien, il quitta Paris et se retira dans les Deux-Sèvres, où il reçut l'ordre de quitter la France (22 octobre 1870). Il se réfugia en Espagne à Saint-Sébastien (septembre 1870), obtint de pouvoir rentrer en France (mars 1871), et se retira à Dijon et fit plusieurs legs à sa ville natale.
En 1872, il légua également à la commune de Nogent-sur-Marne sa propriété, dévastée par les bombardements prussiens. C'est sur ces terrains qu'a été construite l'actuelle mairie.
Il meurt à son domicile 58 rue de Varenne. Ses funérailles sont célébrées dans l'église Sainte-Clotilde et il est inhumé à Dijon selon sa volonté où il repose encore aujourd'hui au cimetière des Péjoces.

## Décorations
Grand maréchal du Palais, ministre de la Guerre, puis ministre de la Maison de l'empereur, le maréchal Vaillant a été l'un des dignitaires du Second Empire les plus décorés. Il lègue ses décorations à sa ville natale.

### Françaises
- Médaille militaire 10/05/1852
- Grand-croix de la Légion d'honneur 12/07/1849
  - Grand officier 14/04/1844
  - Commandeur 28/04/1841
  - Officier 21/03/1831
  - Chevalier 6/08/1813
- Médaille de Sainte-Hélène 12/08/1857
- Médaille d'Italie 15/08/1859
- Officier de l'Instruction publique 15/08/1868

### Étrangères
- 1er Comte romain et Vaillant (6 octobre 1851, titré par Pie IX)
- Grand-croix de l'Ordre du Bain (Royaume-Uni) 26/04/1856
- Grand cordon de l'Ordre de Léopold de Belgique (Belgique) 17/07/1855
- Grand-croix de l'Ordre de Saint-Benoit d'Aviz (Portugal) 17/07/1855
- Chevalier de l'Ordre de Saint-Alexandre Nevski avec diamants (Russie) 2/06/1857
- Grand-croix de l'Ordre des Saints-Maurice-et-Lazare (Sardaigne) 12/08/1853
- Grand-croix de l'ordre militaire de Savoie (Sardaigne) 11/08/1856
- Grand-croix de l'Ordre sacré et militaire constantinien de Saint-Georges (Deux Siciles) 27/01/1852
- Grand-croix de l'Ordre de la Maison ernestine de Saxe (Saxe-Cobourg-Gotha) 7/07/1854
- Grand-croix de l'Ordre de l'Épée (Suède) 17/07/1855
- Grand-croix de l'Ordre impérial de Léopold (Autriche) 17/07/1855
- Grand-croix de l'Ordre du Lion de Zähringen (Bade) 7/07/1854
- Grand-croix de l'Ordre de Charles III (Espagne) 13/01/1857
- Grand-croix de l'Ordre de Pie IX (Saint-Siège) 4/04/1850
- Grand-croix de l'Ordre de Saint-Étienne (Autriche) 27/05/1868
- Grand-croix de l'Ordre de Dannebrog (Danemark) 16/11/1857
- Grand-croix de l'Ordre du Lion néerlandais (Pays-Bas) 16/01/1858
- Chevalier de l'Ordre de Saint-André (Russie) 21/11/1867
- Chevalier de l'Ordre de l'Aigle blanc (Russie) 21/11/1867
- Chevalier 1re classe de l'Ordre de Sainte-Anne (Russie) 21/11/1867
- Chevalier 1re classe de l'Ordre de Saint-Stanislas (Russie) 21/11/1867
- Chevalier de l'Annonciade (Sardaigne) 14/07/1859
- Chevalier 1re classe de l'Ordre du Médjidié (Turquie) 17/07/1855
- Chevalier 1re classe de l'Ordre de l'Osmanié (Turquie) 27/05/1868
- Chevalier de l'Ordre de l'Aigle noir (Prusse) 8/10/1861
- Chevalier de l'Ordre de l'Aigle rouge (Prusse) 8/10/1861
- Médaille de Crimée (Royaume-Uni)
- Médaille d'or de la valeur militaire (Sardaigne) 25/02/1860

## Armoiries
| Figure | Blasonnement |
|        | Écartelé: au 1, d'azur, à une épée d'argent, garnie d'or; au 2, de gueules, à une tour d'argent, ouverte et ajourée de sable; au 3, de gueules, à un croissant d'argent, surmonté d'une étoile du même ; au 4, d'azur, à deux clés d'or, passées en sautoir. (en commémoration de l'expédition de Rome en 1849) |

### Sources modernes
- Éric Anceau, « Jean-Baptiste-Philibert Vaillant » in Les ministres de la Guerre, 1792-1870, Presses universitaires de Rennes, 2018, pp. 435-442. Lire en ligne
- Alain Decaux, André Castelot (dir.), Le Grand dictionnaire d'histoire de France, Librairie Perrin, 1979
- Anne de Chefdebien (dir.), Laurence Wodey (dir.), Michael Autengruber, Nicolas Botta-Kouznetzoff, Laure Chabanne, Luciano Faverzani, Jean-Christophe Palthey et Patrick Spilliaert... (préf. Général d'armées Jean-Pierre Georgelin, grand chancelier de la Légion d'honneur), Écrins impériaux : Splendeurs diplomatiques du Second Empire, Société des amis du musée national de la Légion d'honneur et des ordres de chevalerie, 2011 (1re éd. 2011), 228 p., 222 x 280 mm (ISBN 978-2-901644-17-0 et 2-901644-17-1), Voir plus particulièrement les chapitres "L'écrin du maréchal Vaillant", p. 16-20 et "Diplomatie et protocole sous le Second Empire", p. 21-30.
- Un président, un maréchal, un régiment (27e RI) : ou 70 ans de phaléristique, Dijon, Musée de la Vie Bourguignonne, 2001 (1re éd. 2001), 192 p., 165 x 232 mm (ISBN 2-911404-76-9), Voir plus particulièrement la partie consacrée au "Maréchal Vaillant (1790-1872)", p. 81-149

### Sources contemporaines
- Almamach impérial, 1863, Annuaires militaires
- « Jean-Baptiste Philibert Vaillant », dans Adolphe Robert et Gaston Cougny, Dictionnaire des parlementaires français, Edgar Bourloton, 1889-1891 [détail de l’édition]